# エゾスジグロシロチョウ
エゾスジグロシロチョウ（蝦夷筋黒白蝶、Pieris napi）は、シロチョウ科に分類されるチョウのひとつ。
2001年、エゾスジグロシロチョウ P. dulcinea とヤマトスジグロシロチョウ P. nesis の2種に分けられた。

## 特徴
エゾスジグロシロチョウの仲間は、エゾスジグロシロチョウ、ヤマトスジグロシロチョウ、スジグロシロチョウの3種に分類されている。エゾスジグロシロチョウは北海道のみ、ヤマトスジグロシロチョウは北海道西部から九州中部、スジグロシロチョウは日本全国に分布している。モンシロチョウにも似ているが、翅脈の周りの鱗粉が黒くなっている点がモンシロチョウと異なる。前述の3種は比較的薄暗い場所を好み、市街地や都心部よりもむしろ住宅地や山村に多い。モンシロチョウは明るい場所を好む。

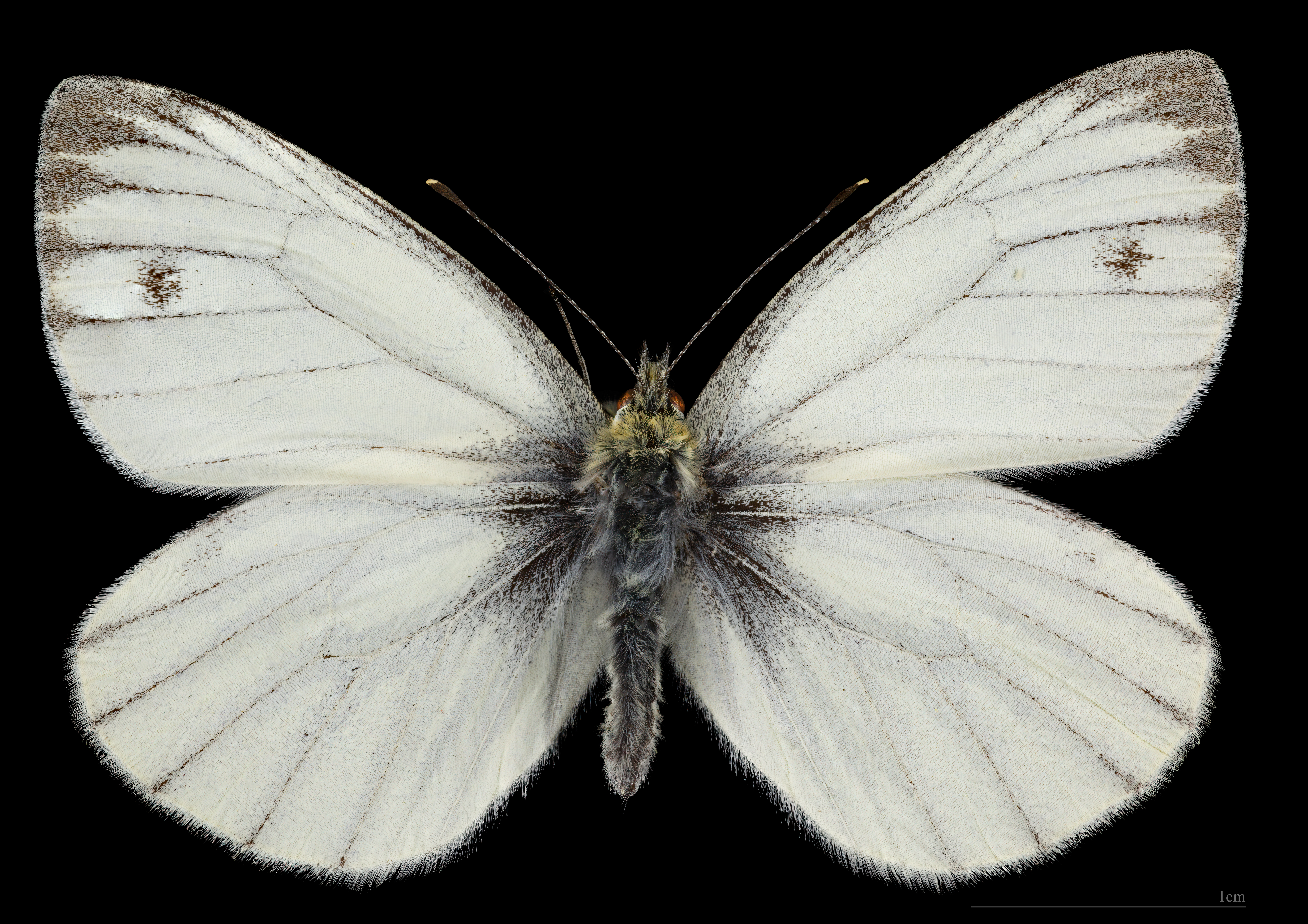
Pieris napi ♂
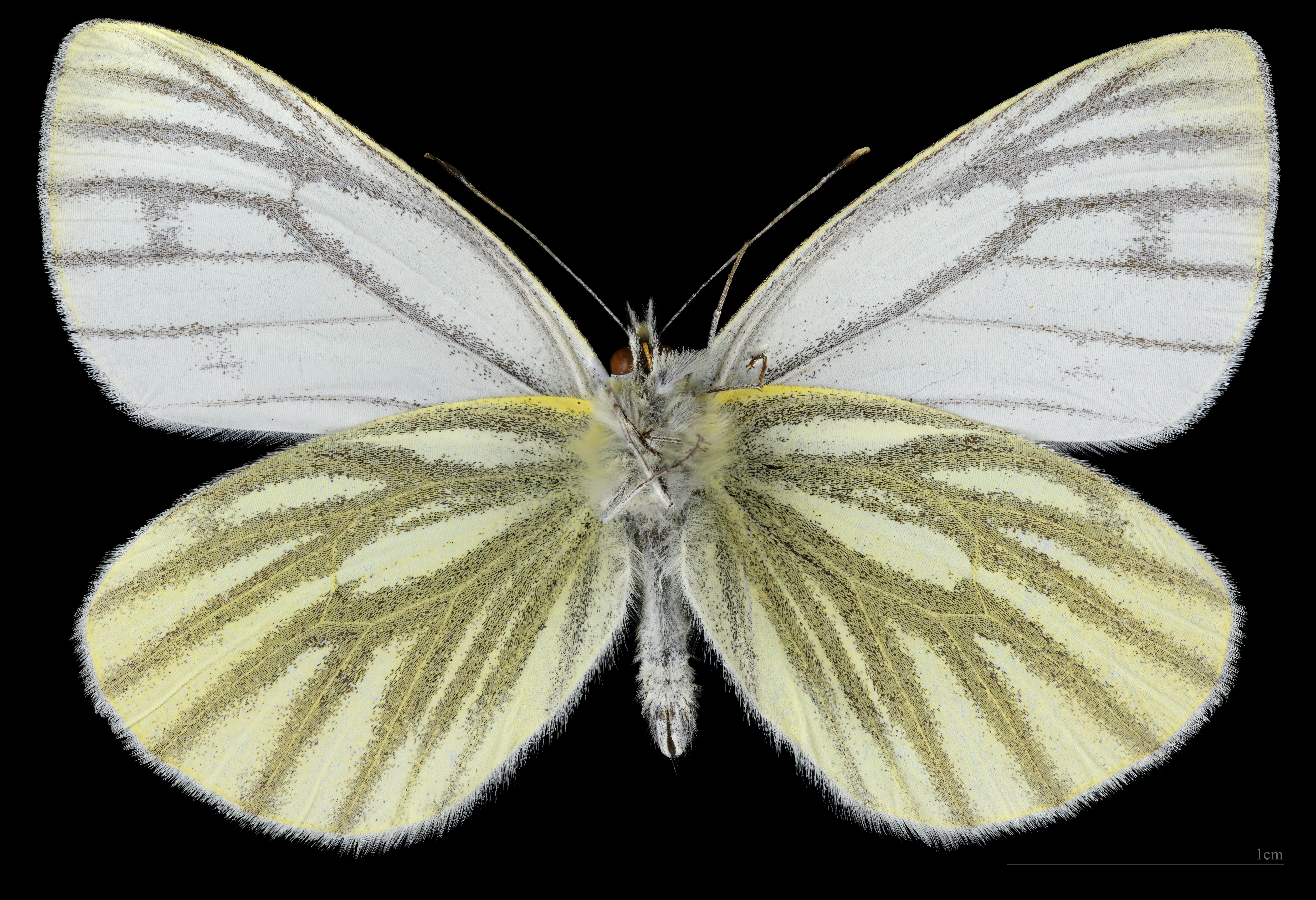
Pieris napi  ♂  △
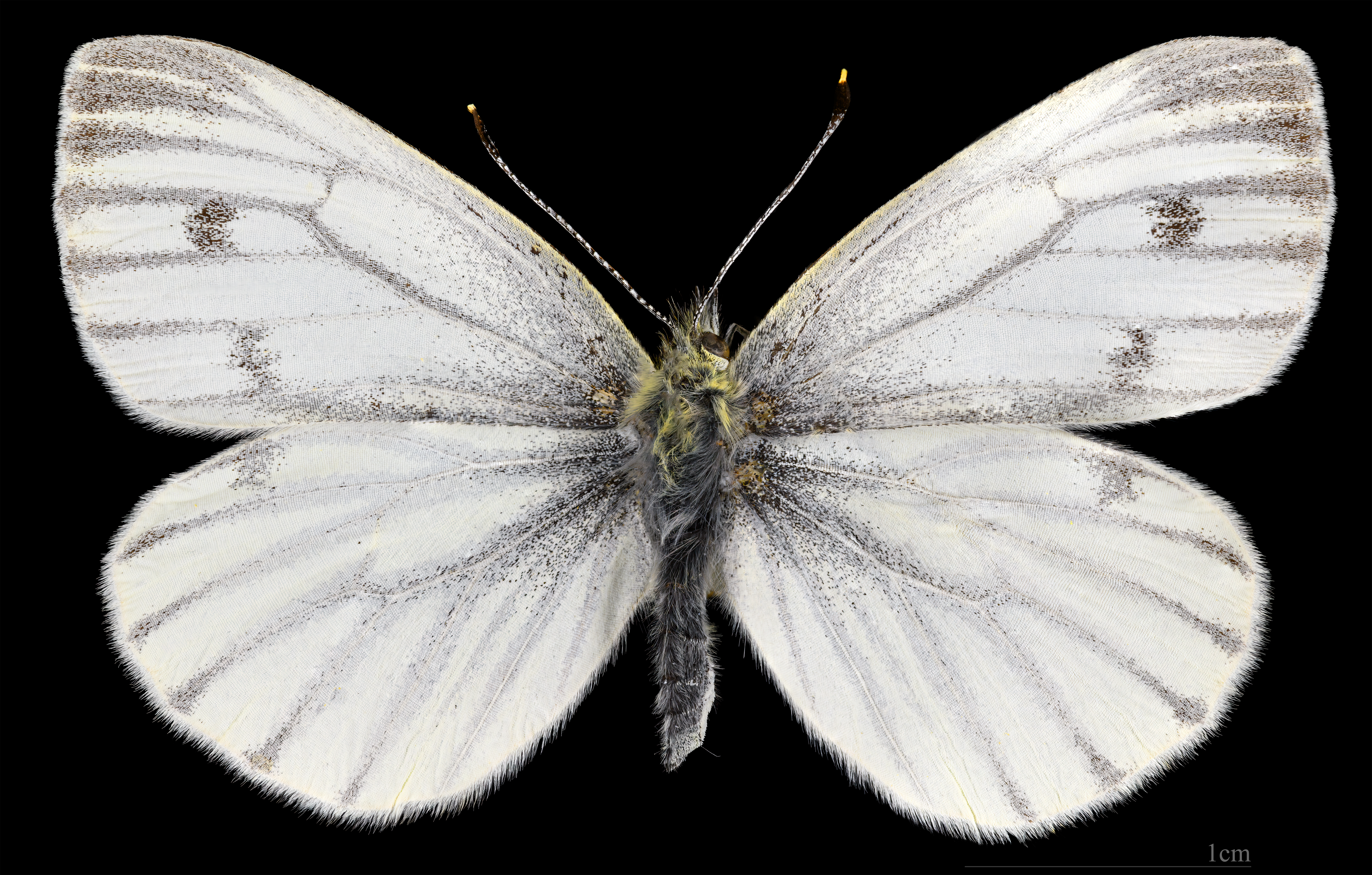
Pieris napi  ♀
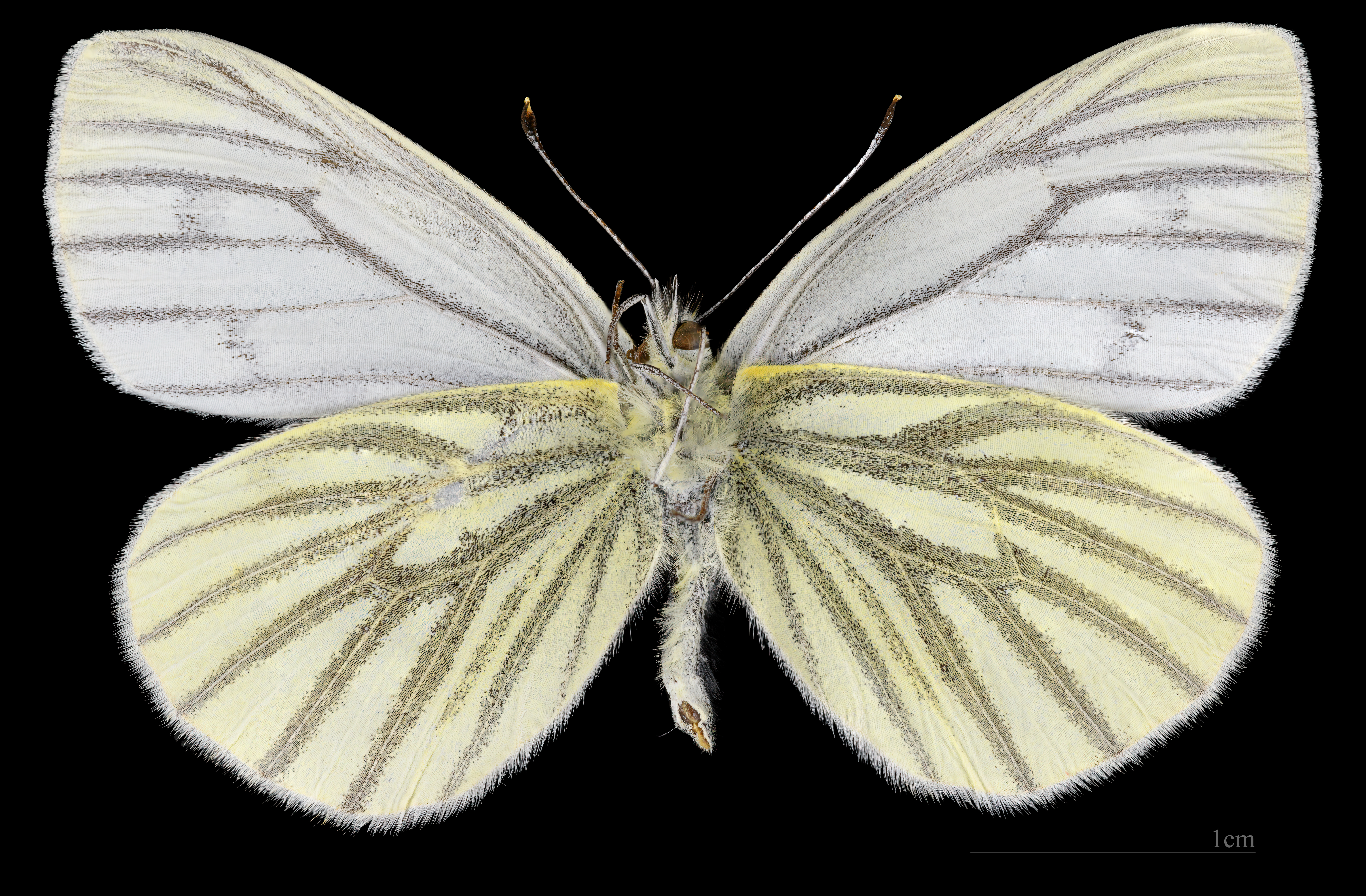
Pieris napi  ♀ △

## 分布
ヨーロッパ、北アフリカ、中央アジア、ヒマラヤ山脈、日本に分布。日本国内では、北海道のみで見られる。

## 生活史
春から夏にかけて見られる。モンシロチョウより遅く出現することが多い。越冬態は幼虫。
幼虫はイワハタザオやシコクハタザオなどの日本に元来あった種を食草とする。